# Vladimir Klavdijevič Arseňjev
Vladimir Klavdijevič Arseňjev (rusky Владимир Клавдиевич Арсеньев; 29. srpnajul./ 10. září 1872greg., Petrohrad – 4. září 1930, Vladivostok) byl ruský sovětský etnograf, geograf, cestovatel a spisovatel.

## Život

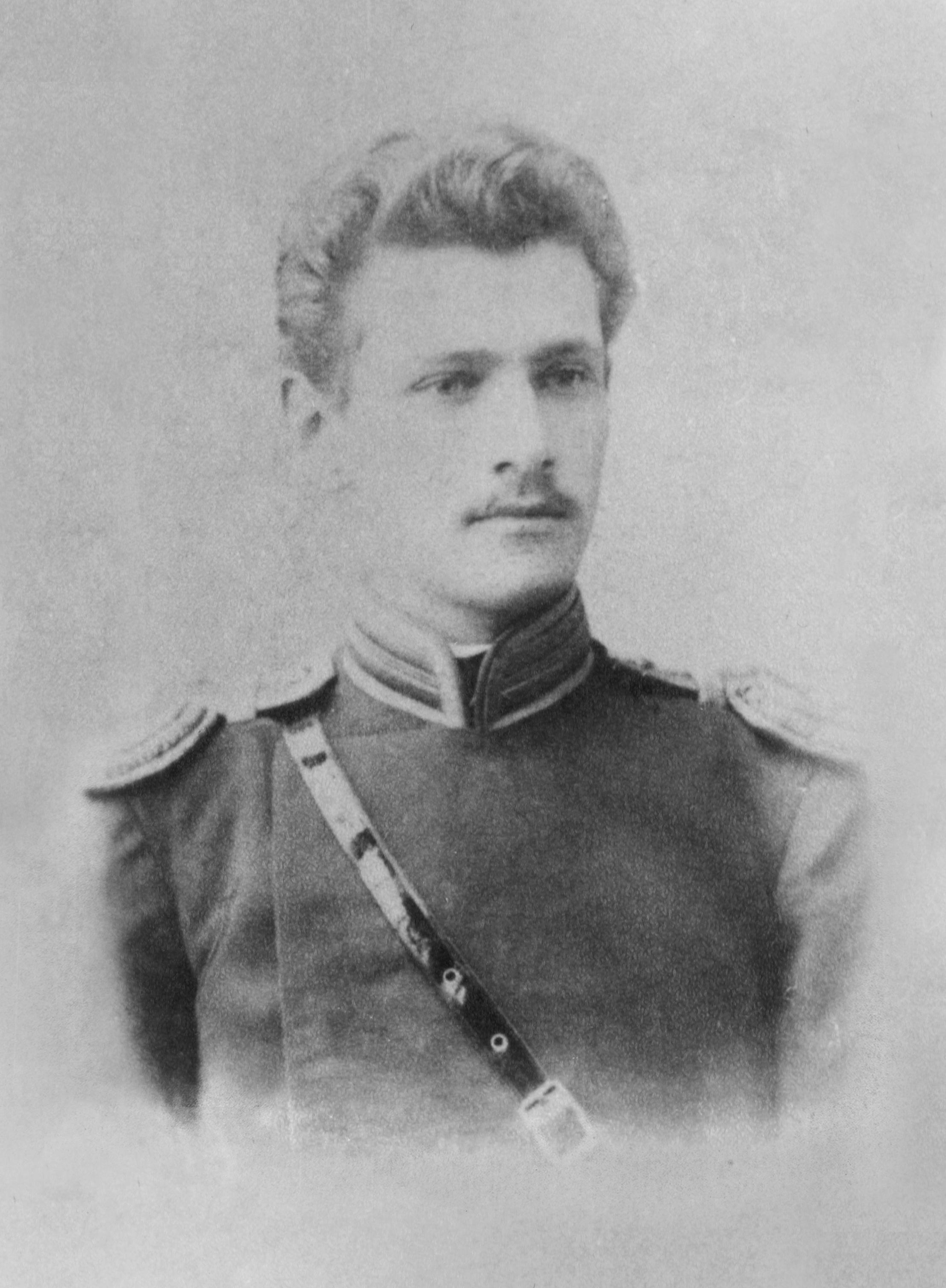
Arseňjev v roce 1896

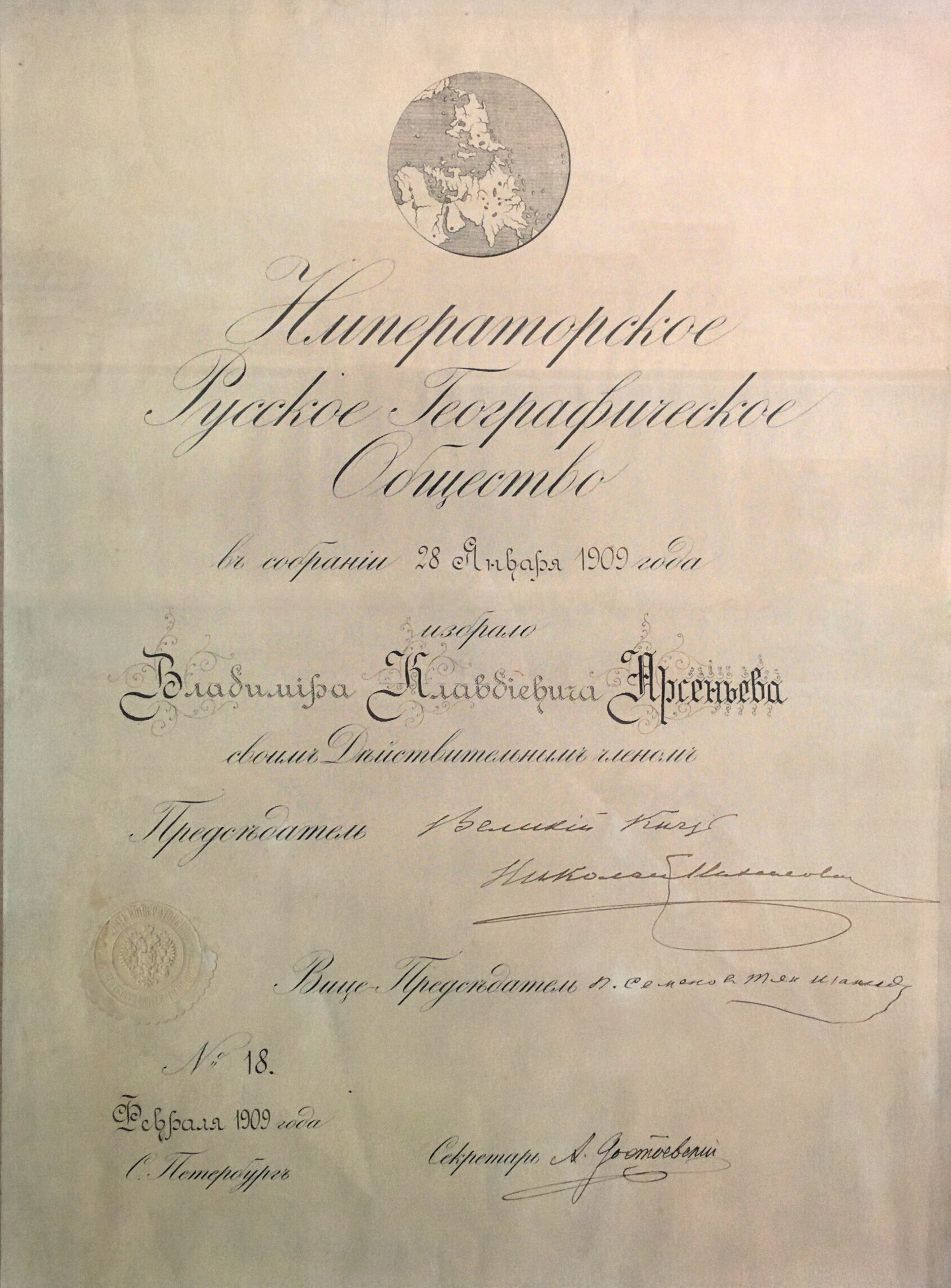
Arseňjevův dekret člena Ruské geografické společnosti

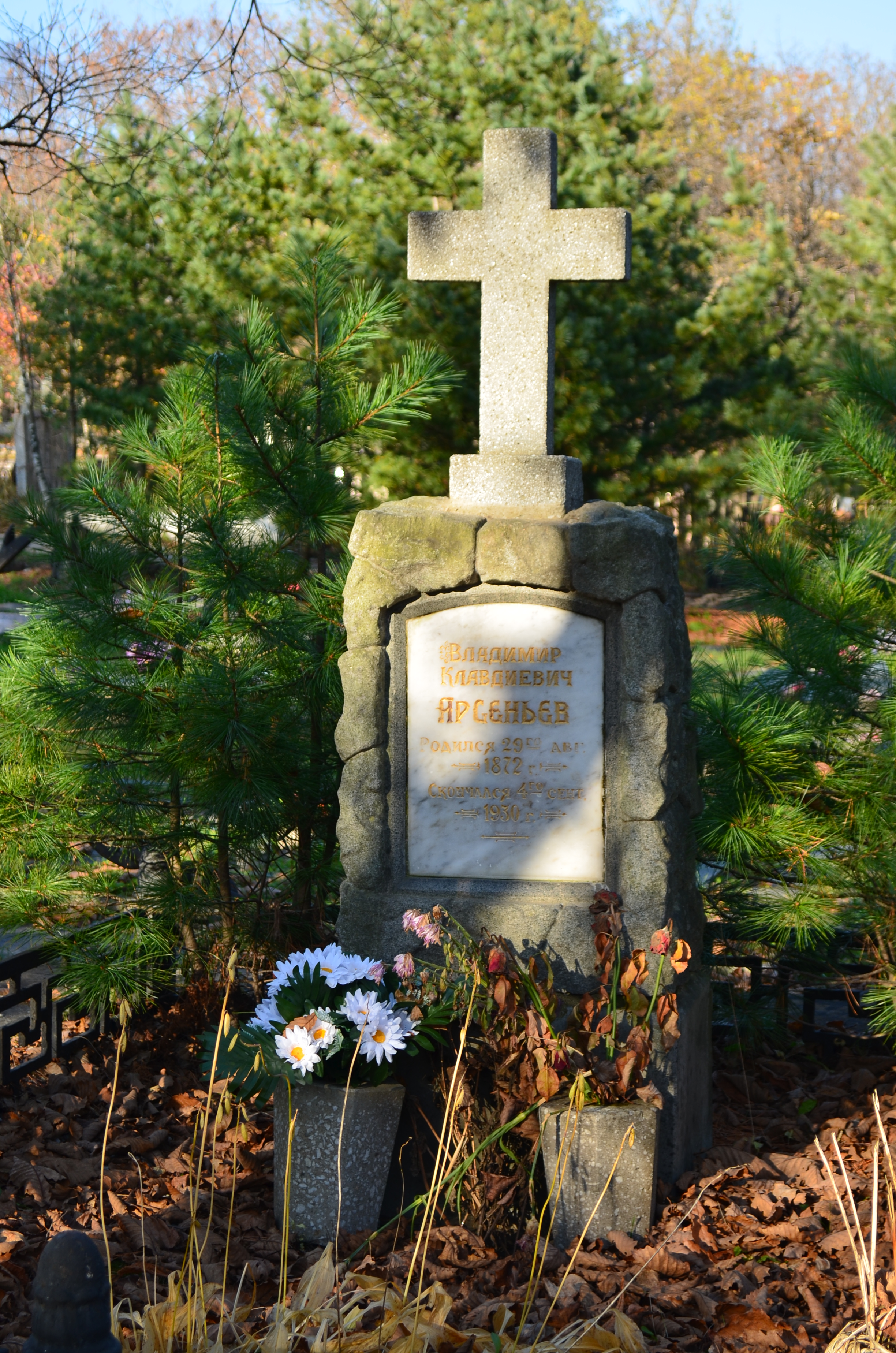
Arseňjevův hrob ve Vladivostoku

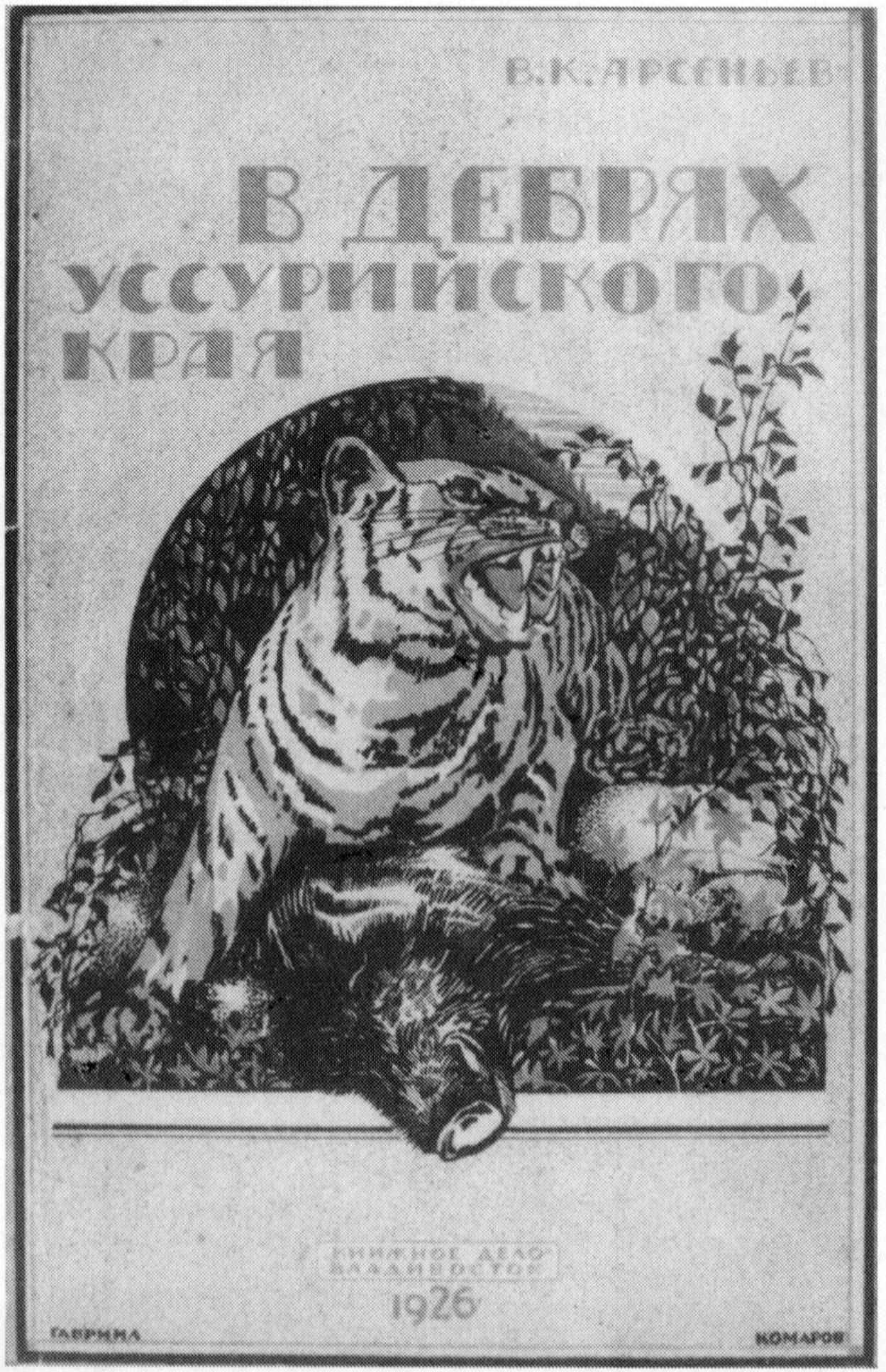
V hlubinách Ussurijského kraje, první vydání z roku 1926

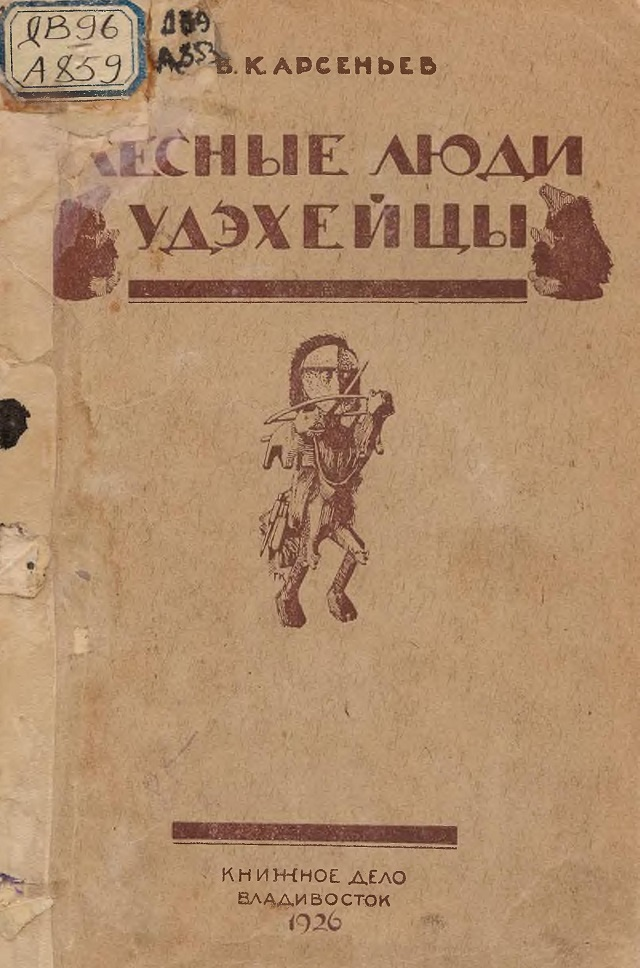
Lesní lidé – Udegejci, první vydání z roku 1926

Arseňjev se narodil v Petrohradě v rodině železničního zaměstnance, ve které bylo celkem deset dětí. V letech 1892–1895 absolvoval petrohradské pěchotní učiliště, na kterém se začal zajímat o Dálný východ. Nejprve sloužil v polském městě Łomża, ale roku 1900 byl na vlastní žádost převelen do Vladivostoku, kde v letech 1904–1905 bojoval v rusko-japonské válce, získal tři medaile a posléze dosáhl hodnosti podplukovníka.
Především se zde ale zúčastnil v letech 1902–1906 řady vědeckých expedicí v povodí řeky Ussuri, ze kterých vytěžil velké množství zeměpisných, etnografických a přírodovědeckých studií. Jako první popsal četné druhy sibiřské flóry a způsob života původních obyvatel. Kromě toho se stal autorem osobitých próz, v nichž spojil pozorování přírody se zájmem o hrdinské osudy lidí.
V letech 1906–1910 prozkoumával hory Sichote-Aliň. Roku 1909 byl zvolen členem Ruské geografické společnosti. Roku 1910 byl dekretem cara Mikuláše II. propuštěn z vojenské služby. V letech 1910–1918 vykonával funkci ředitele Regionálního muzea v Chabarovsku a vyučoval na Dálněvýchodní univerzitě. Roku 1918 navštívil Kamčatku. Roku 1919 se stal čestným členem washingtonské Národní geografické společnosti a britské Královské geografické společnosti (celkem byl členem dvaceti národních vědeckých společností).
Během ruské občanské války byl komisařem pro národnostní menšiny nezávislé Dálněvýchodní republiky. Revoluci však vnímal jako nesmyslné orgie násilí a byl opakovaně vyslýchán sovětskými důstojníky bezpečnosti. Když byla roku 1922 Dálněvýchodní republika pohlcena Sovětským svazem, Arseňjev odmítl emigrovat a zůstal ve Vladivostoku.
Roku 1923 navštívil Komandorské ostrovy. V letech 1924–1926 byl opět ředitelem Regionálního muzea v Chabarovsku. V roce 1927 uspořádal velkou expedici Sovětskaja Gavaň-Chabarovsk. V lednu roku 1930 se stal vedoucím útvaru pro ekonomický výzkum nových železničních tratí Ussurijské dráhy a zároveň se stal hlavou čtyř výprav mířících do oblastí plánovaných železničních tratí. Podle oficiálního vyjádření se v červenci roku 1930 na inspekční cestě nachladil a 4. září zemřel na zápal plic. To vyvolalo podezření u mnoha jeho současníků, které bylo posíleno rychlým pohřbem (kremací) následujícího dne.
Další osud Arseňjevovy rodiny byl tragický. Jeho vdova Margarita Nikolajevna byla roku 1938 na základě falešných obvinění ze špionáže zastřelena (roku 1958 byla rehabilitována), dcera byla odsouzena na deset let do gulagu (1941–1951) a její bratr, který byl zatčen v roce 1937, zmizel.
Arseňjev se zasloužil o vznik první přírodní rezervace na Dálném východě. Kromě etnografického a geografického výzkumu se zabýval také studiem zvířat, ptáků, ryb i rostlin. Byl zapojený do obnovy rybolovu a živočišné výroby na Komandorských ostrovech. Prováděl rozsáhlou organizační a pedagogickou práci ve vyšších vzdělávacích institucích na Dálném východě. Ve svých dílech podal poetické a zároveň vědecky přesné zobrazení života v ussurijské tajze (jako spisovatele jej objevil a vysoce ocenil Maxim Gorkij). Rukopis jeho celoživotního díla Страна Удеге (Země Udegejců), na kterém pracoval dvacet sedm let, se ale po jeho smrti ztratil a doposud nebyl nalezen.
Na Arseňjevovu počest bylo roku 1952 přejmenováno město Semjonovka na Arseňjev a roku 1972 řeka Daubiche na Arseňjevku. Je po něm pojmenován ledovec na severním svahu Avačinské sopky a jeden z vrcholů v pohoří Sichote-Aliň. V jeho domě ve Vladivostoku bylo otevřeno muzeum.

## Dílo
- Краткий военно-географический и военно-статистический очерк Уссурийского края (1911, Krátká vojensko-geografická a vojensko-statistická studie Ussurijského kraje).
- Китайцы в Уссурийском крае (1914, Číňané v Ussurijském kraji), charakteristika čínské populace v Ussurijském kraji včetně geografických, etnografických a historických údajů.
- Этнологические проблемы на Востоке Сибири (1916, Etnologické problémy na východě Sibiře).
- По Уссурийскому краю (1921, Ussurijským krajem), zážitky a poznámky z výprav v letech 1902–1906. Tato kniha je považována za první díl vyprávění o domorodém stopaři Děrsu Uzala, členovi kmene Goldů.
- Дерсу Узала (1923, Děrsu Uzala), nejznámější Arseňjevovo dílo vyprávějící o dalších osudech stopaře Děrsu Uzala.[1]
- Искатели женьшеня в Уссурийском крае (1925, Hledači žeňšenu v Ussurijském kraji), kniha o ženšenu včetně pověstí o jeho původu a o jeho čínských hledačích.
- В кратере вулкана (1925, V kráteru sopky), popis Avačinské sopky.
- Дорогой хищник: охота на соболя в Уссурийском крае (1925, Vzácná šelma: lov na sobola v Ussuriském kraji).
- В дебрях Уссурийского края (1926, V hlubinách Ussurijského kraje), přepracované společné vydání knih Ussuriským krajem a Děrsu Uzala, česky jako Horký dech tajgy.
- Лесные люди – удэхейцы (1926, Lesní lidé – Udegejci), etnografická studie.
- Тихоокеанский морж (1927, Mrož pacifický), studie.
- Быт и характер народностей Уссурийского края (1928, Život a povaha národů Ussurijského kraje).
- Сквозь тайгу (1930, Tajgou), popis expedice Sovětskaja Gavaň-Chabarovsk.
- В горах Сихотэ-Алиня (1937, V horách Sichote-Aliň), posmrtně.

## Filmové adaptace
- Дерсу Узала (1961, Děrsu Uzala), ruský sovětský film, režie Agasi Babajan
- Дерсу Узала (1975, Děrsu Uzala), ruský sovětský film, režie Akira Kurosawa, film kromě dalších cen získal Oscara za nejlepší cizojazyčný film za rok 1975.[4]

## Česká vydání
- Stopař Děrsu Uzala, Státní nakladatelství, Praha 1934, přeložil Václav Valenta-Alfa.
- Horký dech tajgy, Rudolf Škeřík, Praha 1941.
- Tajgou, Družstevní práce, Praha 1952, přeložil Petr Erml, znovu Osvěta, Praha 1953.
- Ussurijským krajem, Mladá fronta, Praha 1953, přeložil Jiří Sixta.
- Děrsu Uzala, Mladá fronta, Praha 1955, přeložil Jiří Sixta.
- Stopař Děrsu Uzala, SNDK, Praha 1959, přeložil Jiří Sixta, znovu 1961.
- Děrsu Uzala, Triton, Praha 2020, přeložil Konstantin Šindelář.
- Ussurijským krajem, Triton, Praha 2021, přeložil Konstantin Šindelář.